# Cantón de Saint-Just-en-Chaussée
El cantón de Saint-Just-en-Chaussée es una división administrativa francesa, situada en el departamento de Oise y la región de Picardía.
Su consejero general es Frans Desmedt, de la UMP.

## Geografía
Este cantón se organiza alrededor de Saint-Just-en-Chaussée, en el distrito de Clermont. Su altitud varía de  55 m (Moyenneville) a 177 m (Catillon-Fumechon), teniendo una altitud media de 114 m.

## Composición
El cantón de Saint-Just-en-Chaussée agrupa 29 comunas y cuenta con 16 529 habitantes (según el censo de 1999).
| Comunas                    | hab.  | código postal | código INSEE |
| -------------------------- | ----- | ------------- | ------------ |
| Angivillers                | 200   | 60130         | 60014        |
| Brunvillers-la-Motte       | 337   | 60130         | 60112        |
| Catillon-Fumechon          | 517   | 60130         | 60133        |
| Cernoy                     | 189   | 60190         | 60137        |
| Cressonsacq                | 385   | 60190         | 60177        |
| Cuignières                 | 177   | 60130         | 60186        |
| Erquinvillers              | 161   | 60130         | 60216        |
| Essuiles                   | 452   | 60510         | 60222        |
| Fournival                  | 501   | 60130         | 60252        |
| Gannes                     | 320   | 60120         | 60268        |
| Grandvillers-aux-Bois      | 263   | 60190         | 60285        |
| Lieuvillers                | 515   | 60130         | 60364        |
| Le Mesnil-sur-Bulles       | 184   | 60130         | 60400        |
| Montiers                   | 399   | 60190         | 60418        |
| Moyenneville               | 526   | 60190         | 60440        |
| La Neuville-Roy            | 878   | 60190         | 60456        |
| Noroy                      | 184   | 60130         | 60466        |
| Nourard-le-Franc           | 326   | 60130         | 60468        |
| Plainval                   | 318   | 60130         | 60495        |
| Le Plessier-sur-Bulles     | 159   | 60130         | 60497        |
| Le Plessier-sur-Saint-Just | 510   | 60130         | 60498        |
| Pronleroy                  | 382   | 60190         | 60515        |
| Quinquempoix               | 259   | 60130         | 60522        |
| Ravenel                    | 1 018 | 60130         | 60526        |
| Rouvillers                 | 249   | 60190         | 60553        |
| Saint-Just-en-Chaussée     | 5 498 | 60130         | 60581        |
| Saint-Remy-en-l'Eau        | 370   | 60130         | 60595        |
| Valescourt                 | 271   | 60130         | 60653        |
| Wavignies                  | 981   | 60130         | 60701        |

## Demografía
| 11,409 | 11,911 | 11,925 | 12,614 | 14,947 | 16,529 |
| Para los censos de 1962 a 1999 la población legal corresponde a la población sin duplicidades (Fuente: INSEE [Consultar]) |        |        |        |        |        |